# Ignacy Daszyński

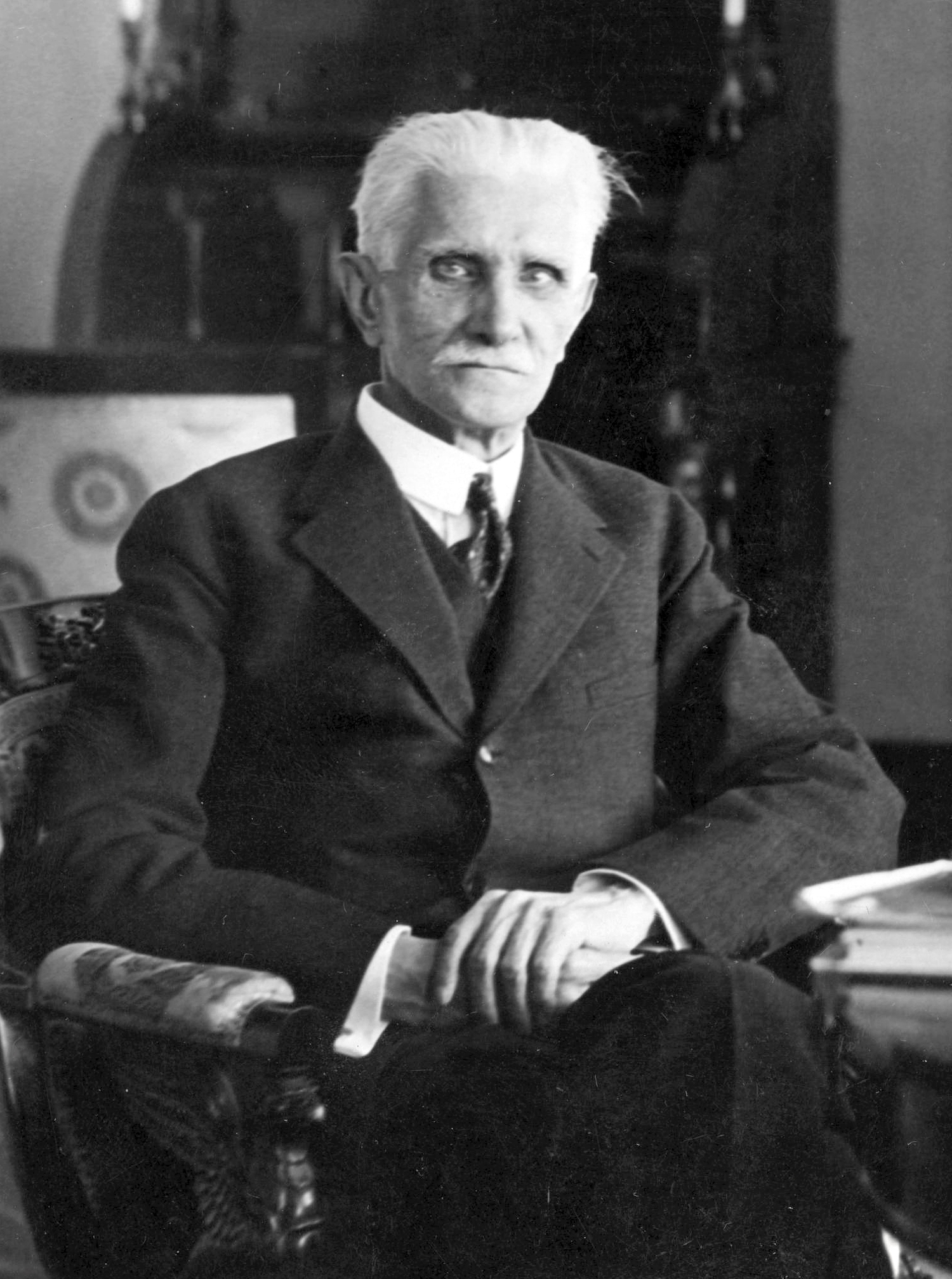
Ignacy Daszyński

Ignacy Daszyński; teljes nevén: Ignacy Ewaryst Daszyński; (Zbarazs, 1866. október 26. – Bystra, 1936. október 31.) lengyel politikus, miniszterelnök.

## Életpályája
Viktor Adlerrel megalapította az osztrák szociáldemokrata pártot. 1897-től 1918-ig állandóan tagja volt az osztrák képviselőháznak. Az első világháború alatt a Piłsudski-légiót támogató Nemzeti Bizottság alelnöke volt. Ő lett a felszabadult Lengyelország első miniszterelnöke. Amikor 1918. november 7-én kikiáltották a  Lengyel Köztársaságot, Lublinban Ignacy Daszyński vezetésével megalakult az ideiglenes népi kormány. (A belügyminiszter Stanisław Thungut, a hadügyminiszter Edward Rydz-Smigły, míg a Lengyel Katonai Szervezet (POW) főparancsnoka Piłsudski lett. A kormány bejelentette a régenstanács feloszlatását és demokratikus választásokat, társadalmi reformokat ígért.)
Ignacy Daszyński 1922-től kezdve a szocialista párt vezére, 1928-tól 1930-ig pedig a szejm elnöke (Marszałek Sejmu) volt.

## Forrás
- Uj Idők Lexikona Uj Idők Lexikona 7-8. Cún - Eöttevényi (Budapest, 1937) 1625. old.

| Elődje: Władysław Wróblewski | Lengyelország miniszterelnöke 1918. november 14. – 17. | Utódja: Jędrzej Moraczewski |